# Taxi Castricum
In Taxi Castricum interviewt en rijdt Rutger Castricum prominenten, die plaatsnemen op de bijrijdersstoel, naar plaats van bestemming.
Bekende bijrijders: kickboxer Rico Verhoeven, politicus Richard de Mos, tv-maker Johan Derksen, voetballer John de Wolf, strafrechtadvocaat Gerald Roethof, tv-maker Marcel van Roosmalen, politica Caroline van der Plas, advocaat Theo Hiddema, schrijver Herman Brusselmans, burgemeester Femke Halsema.

## externe links
- Taxi Castricum